# Abderos
În mitologia greacă, Abderos (în greacă Ἄβδηρος sau, în variantă latină, Abderus) a fost un erou (semizeu), fiu al lui Hermes și erou eponim al orașului Abdera din Tracia.

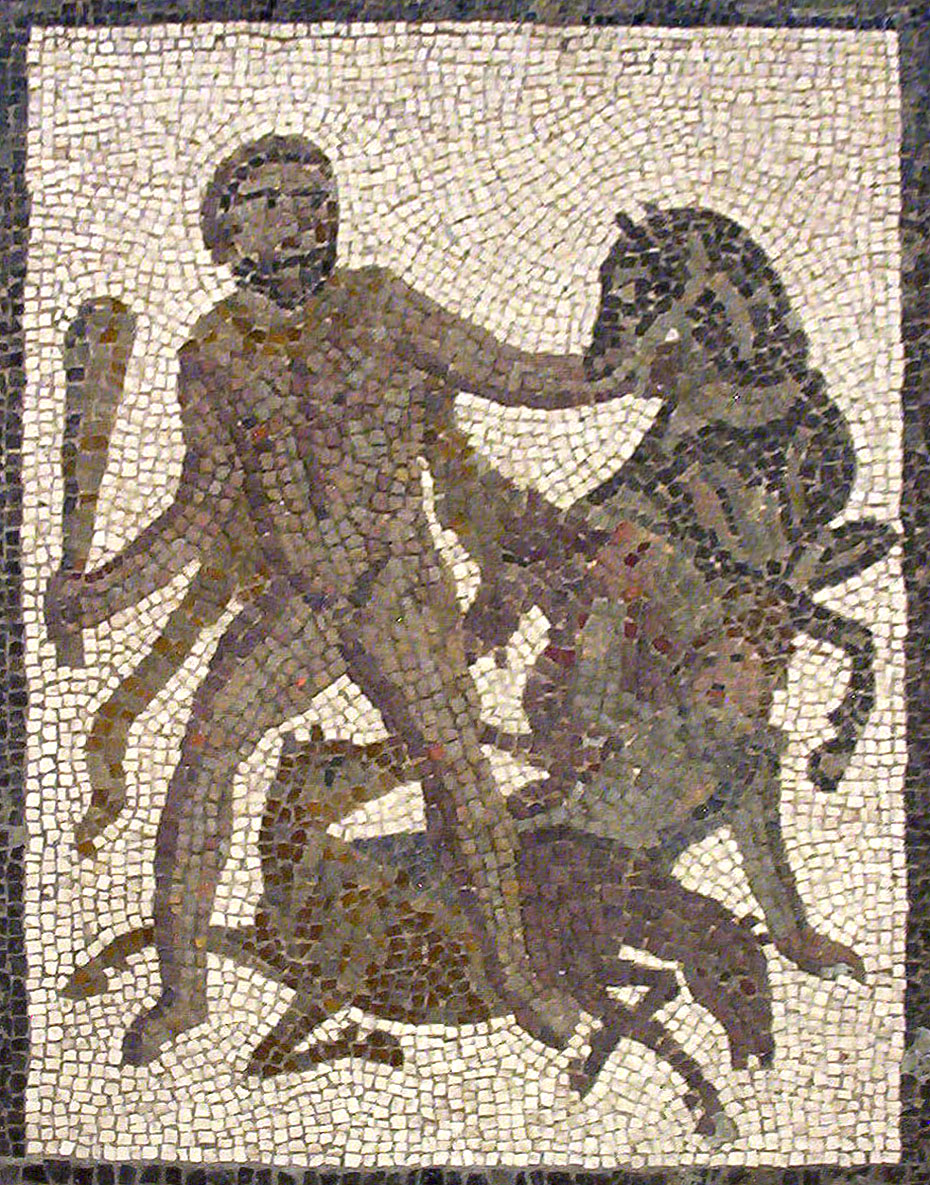
Heracle și iepele lui Diomede, detaliu din mozaicul Muncilor lui Heracle din Liria, Spania (sec.III d.Hr.)

Paternitatea lui Abderos este atribuită în mod diferit de către diversele izvoare. Cele mai multe consideră că este fiul zeului Hermes și al nimfei Thronia. După Pindar, însă, el este fiul lui Poseidon. Alte izvoare consideră că Abderos este fiul lui Thromios din Locria. Altele, în fine, consideră că este fiul lui Menoitios din Opous, prieten al lui Heracle și participant la expediția argonauților. Această ultimă variantă îl face pe Abderos fratele lui Patrocle, faimosul prieten al lui Ahile, căzut la Troia.
Abderos este cunoscut mai ales pentru rolul tragic pe care l-a jucat în ciclul Muncilor lui Heracle. În cadrul Muncii a Opta, eroul l-a ajutat pe Heracle să captureze iepele sălbatice ale regelui Diomede din Tracia. Heracle a împins cele patru fiare antropofage în apele mării și a încredințat paza acestora lui Abderos. După plecarea lui Heracle, însă, nefericitul tânăr nu a reușit să le stăpânească și a fost sfâșiat de ele. Ca răzbunare, Heracle l-a ucis pe Diomede și i-a aruncat trupul drept hrană iepelor sale. Pe locul în care a fost înmormântat Abderos, Heracle a întemeiat orașul Abdera, care îi poartă numele.
După alte variante, Abderos nu l-a ajutat pe Heracle ci, dimpotrivă, ar fi fost în slujba lui Diomede, împreună cu care a fost ucis.
Devenit erou eponim al orașului din Tracia, Abderos este considerat un exemplu tipic de personaj htonian dătător de viață, ale cărui moarte și coborâre în glie asigură fertilitatea unui loc și bunăstarea locuitorilor săi. În cinstea lui, locuitorii orașului Abdera organizau întreceri sportive (agones, în greacă ἀγῶνες) care cuprindeau competiții de box, pankration și lupte. Cursele de care trase de cai erau excluse, din respect pentru felul tragic în care și-a găsit moartea.